# Found (serie televisiva)
Found è una serie televisiva statunitense, trasmessa da NBC dal 2023 al 2025.
La serie vede protagonisti Shanola Hampton, Mark-Paul Gosselaar, Kelli Williams, Brett Dalton, Gabrielle Walsh, Arlen Escarpeta e Karan Oberoi.

## Trama
Gabi Mosely è una specialista in recupero di persone scomparse o rapite, ma trascurate dal sistema. Opera insieme con un team di gestione delle crisi, "Mosely and Associates", che, utilizzando la propria gamma di competenze, giunge a metter da parte la legge o scontrarsi con le autorità e la polizia o manipolare i media pur di aiutare i clienti a ritrovare i propri cari scomparsi.

## Personaggi e interpreti
- Gabrielle "Gabi" Mosely, interpretata da Shanola Hampton: una specialista del recupero e protagonista della serie: usa ogni mezzo a disposizione per trovare le persone. Da piccola fu rapita da "Sir" e tenuta prigioniera per un anno con Lacey, finché non fuggirono.
- "Sir", interpretato da Mark-Paul Gosselaar: il rapitore di Gabi e Lacey, irascibile e coercitivo. Anni dopo, Gabi lo cattura e lo rinchiude in casa propria, nascondendolo a tutti, e usa la sua intelligenza e la sua esperienza per risolvere i casi e capire i rapitori. In passato le ragazze non conoscevano il suo nome ma solo l'appellativo da lui preteso dai suoi ostaggi ("Sir", "signore").
- Margaret Reed, interpretata da Kelli Williams: esperta comportamentale e detective della squadra, dotata di grandi abilità d'osservazione. Dopo la scomparsa di suo figlio, avvenuta quando era bambino, passa tutte le notti alla fermata dei bus per ritrovarlo.
- Mark Trent, interpretato da Brett Dalton: è un detective della polizia a contatto con la squadra. Ex amante di Gabi e unico con cui ella talora si apre, è il solo dei protagonisti a non essere stato traumatizzato da un rapimento.
- Lacey Quinn, interpretata da Gabrielle Walsh: rapita da "Sir" per tenere compagnia a Gabi e scappata con lei da bambina. È l'esperta di legge della squadra. Non conoscendo il segreto di Gabi, è convinta che "Sir" sia ancora a piede libero e teme che possa cercarla. Lacey è il nome che si è scelta, per prendere le distanze dalla traumatica esperienza del rapimento: il suo nome originario è "Bella".
- Zeke Wallace, interpretato da Arlen Escarpeta: informatico ed esperto di tecnologia della squadra, professionista facoltoso e finanziatore della "Mosely and Associates", dopo aver subito un rapimento soffre di agorafobia e non esce dal proprio rifugio.
- Dhan Rana, interpretato da Karan Oberoi, detective e negoziatore della squadra, non alieno da modi spicci di interrogatorio. Rapito e rinchiuso per tre anni, poi salvato da Gabi, vive con il marito che gli funge da terapista, poiché soffre di monofobia e rimanere da solo in casa o in ufficio lo terrorizza.

## Episodi
| Stagione         | Episodi | Prima TV USA | Prima TV Italia |
| ---------------- | ------- | ------------ | --------------- |
| Prima stagione   | 13      | 2023-2024    | 2023-2024       |
| Seconda stagione | 22      | 2024-2025    | 2025            |

## Produzione
Il 29 novembre 2023 la NBC ha comunicato che della serie sarà prodotta una seconda e ultima stagione composta da 22 episodi.